# Barry Moore
Felix Barry Moore (Enterprise, 26 settembre 1966) è un politico statunitense, membro della Camera dei Rappresentanti per lo stato dell'Alabama.

## Biografia
Laureatosi in agraria all'Università di Auburn nel 1992, è entrato in politica con il Partito Repubblicano nel 2010 quando viene eletto alla Camera dei rappresentanti dell'Alabama per il novantunesimo distretto battendo l'uscente democratico Terry Spicer.
Nel 2018 si candida per la prima volta alla Camera dei Rappresentanti nel secondo distretto dell'Alabama sfidando alle primarie repubblicane l'uscente Martha Roby. Perde però le primarie piazzandosi terzo dopo la Roby e l'ex deputato Bobby Bright. Nel 2020 si ricandida per lo stesso collegio. Nelle primarie repubblicane, dove l'uscente Roby questa volta non si ricandida, arriva secondo dopo l'imprenditore di Dothan Jeff Coleman, che poi batte nel ballottaggio del 14 luglio con il 59% dei voti.
Vince poi le elezioni generali di novembre contro la democratica Phyllis Harvey-Hall con il 65,2% dei voti, entrando in carica come deputato il 3 gennaio 2021.

## Vita privata
Sposato dal 1992 con Heather Hopper. La coppia ha quattro figli.